# 明愛達言學校

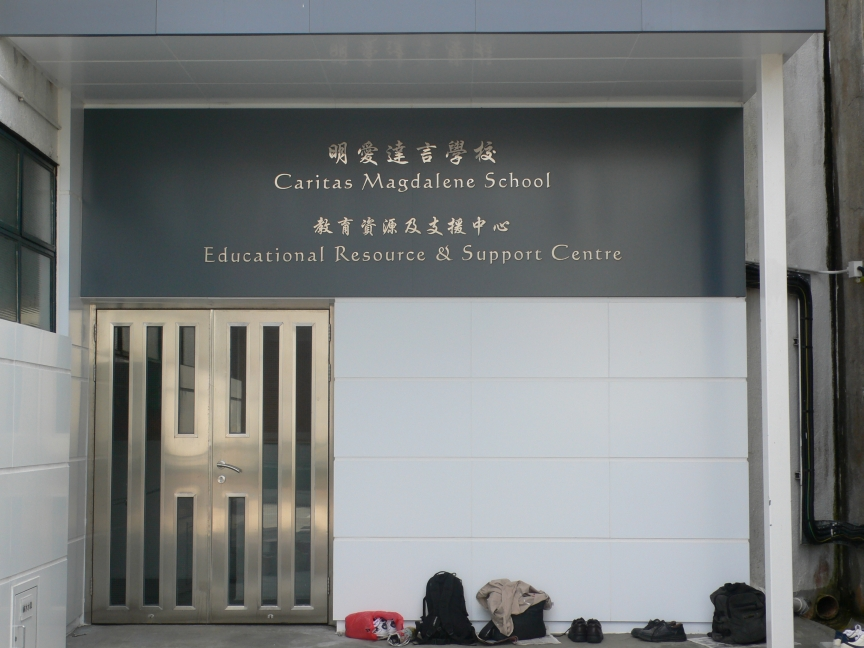
明愛達言學校教學資源及支援中心

明愛達言學校是一所由香港明愛機構資助的聽障學校，位於香港島東區柴灣明愛柴灣馬登基金中學（前址位於灣仔區）。
因收生不足，此校於2006年起改於柴灣馬登基金中學上課，其後於2007年8月併入該校，並改組為「達言學務組」，繼續服務至最後一屆原達言學生2010年中五畢業為止。

## 歷任行政人員

### 校監
- 黃綺湘 女士（？-2007年，末任校監）

### 校長/達言學務組主任
- 詹秀璉 修女[2]
- 陳美芬 女士（？-2010年，末任校長）

## 辦學理念
「以基督精神為根，謙恭仁愛為本，締造希望為任，力求通達能言、自尊自立，以臻完人教育。」——明愛達言學校

## 辦學目標
- 培養學生德、智、體、群、美、靈的全人發展
- 教導學生掌握有效的溝通技巧及學習方法，以培養理性及獨立的思考能力
- 啟發個人潛能，並藉此提高自信，增強自尊，使能融入主流社會，成為有責任感的公民

## 外部連結
- 香港明愛網站 （页面存档备份，存于）

1. ↑  . 香港明愛. 2008: 67.
2. ↑  . 公教報. 1996-05-31.